# محيي الدين التطاوي
محيي الدين التطاوي طبيب مصري يُعزى إليه الإشارة لسبق ابن النفيس في اكتشاف الدورة الدموية الصغرى، في رسالته لنيل الدكتوراة من جامعة فرايبورغ بألمانيا وموضوعها «الدورة الرؤية تبعا للقرشي»، حيث عثر أثناء مطالعته للمخطوطات العربية بمكتبة برلين على مخطوط رقم 62234 وعنوانه «شرح تشريح القانون» (قانون ابن سينا) فعني بدراسته في رسالته للدكتوراة.

## نبذة عنه
ولد الدكتور محيي الدين التطاوي في 7 أكتوبر 1896 في محلة منوف، ودرس في طنطا والقاهرة وحصل على الشهادة الثانوية سنة 1918 وكان ترتيبه 125، ثم التحق بالمهندسخانة سنتي 1918 و1919، ثم انتقل سنة 1920 إلى كلية طب برلين، وبعد تخرجه عمل بوزارة الصحة حتى توفي سنة 1945 وهو يقاوم وباء التيفوس.